# 볼티겐
볼티겐(독일어: Boltigen)은 스위스 베른주의 오버지멘탈-자넨구에 있는 자치체이다.
볼티겐은 도시 공동체와 마을 공동체의 특성을 모두 지닌 혼합 공동체이다. 그 옆에는 개혁된 복음주의 교회 공동체도 있다. 커뮤니티의 역사는 1386년과 소위 1386년의 자유(Freiheitsbrief von 1386)로 거슬러 올라간다.
커뮤니티 회장은 2005년 1월 1일부터 헤르만 마우러이다.

## 역사
볼티겐은 1276년에 처음 언급되었다.

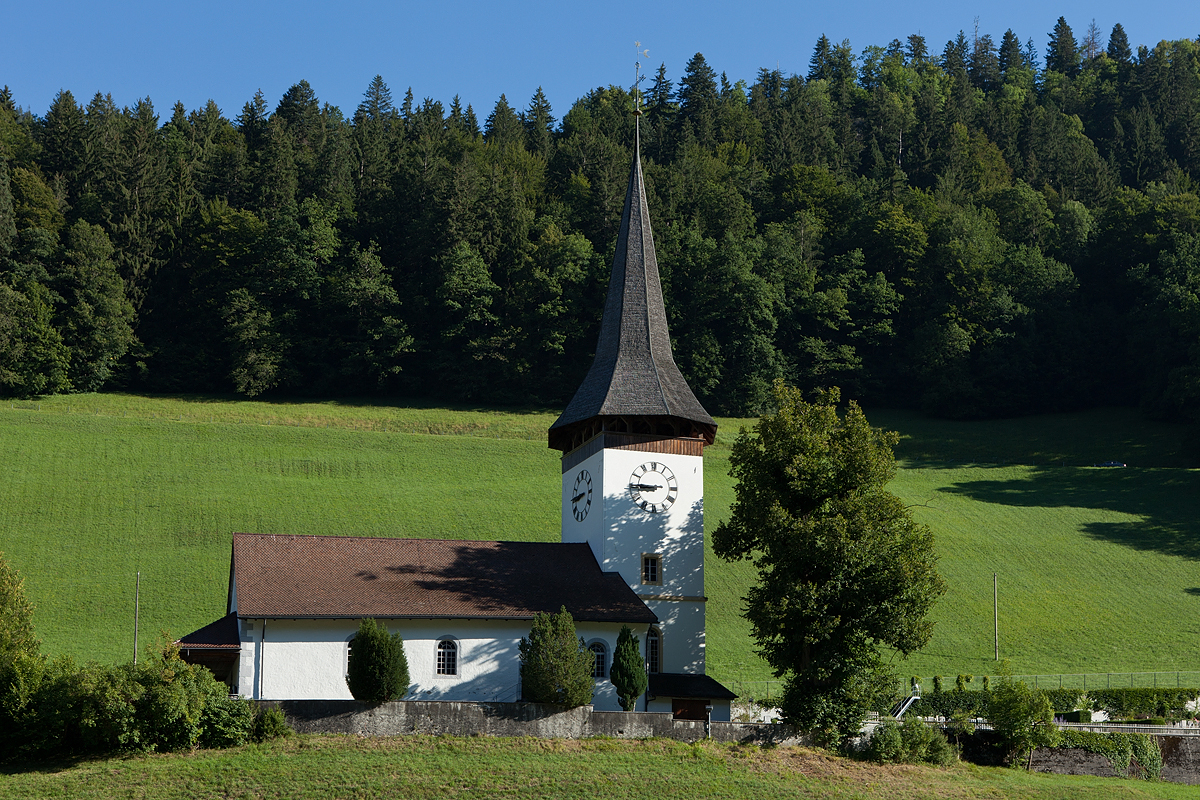
볼티겐 마을 교회

이 지역에서 가장 오래된 정착지의 흔적은 랑길로히 동굴의 중석기 보호소이다. 청동기 시대 유물도 발견되었다. 중세 시대에는 지메네크, 아이히슈탈든 및 하우베크에 요새나 성이 있었지만, 세 곳 모두 폐허가 되었다. 많은 마을과 보이에르텐은 중세 초기에 설립되었으며, 다음 세기에 걸쳐 천천히 성장했다. 마을과 농지는 베른의 지배를 받았다. 1386년에 부분적으로, 1391년에 완전히 통제되었다. 베른이 토지를 획득했을 때 아들렘스리트, 볼티겐, 에시, 슈바르첸마트 및 바이센바흐가 모두 마을로 나열되었다. 15세기까지 파펜리트 마을(현재 오버빌 임 지멘탈의 일부)은 볼티겐의 일부였다. 1502년에 리티스바흐와 운터베헨은 츠바이지멘에서 지자체로 이전되었다.
세인트 모리셔스의 지역 교회는 1228년에 처음 언급되었다. 볼티겐 타운은 1397년에서 1406년 사이에 악마를 소환한 혐의로 고문을 받고 자백한 스테델렌이라는 남자의 재판을 경험했다. 1528년, 베른은 종교개혁의 새로운 신앙을 받아들였지만, 베른고원은 새로운 신앙에 저항했고 볼티겐 교회는 저항의 일부였다. 베른이 오버란트에게 종교개혁을 받아들이도록 강요했을 때 볼티겐도 개종했다. 교회는 1840년 화재로 소실되었다가 얼마 지나지 않아 재건되었다.
전통적으로 마을 사람들은 베른에서 곡물을 수입하고 계곡 바닥과 계절별 고산 목축 캠프에서 소를 키웠다. 18세기부터 그들은 지멘탈 소를 사육하고 착유하기 시작했는데, 이는 시에서 주요 수출품이 되었다. 18세기와 19세기 동안 발로프알프의 탄광은 또 다른 수입원을 제공했다. 야운 고개를 통한 거래도 있었다. 1815-28년에 지멘탈 도로가 건설되고 1872-75년에 야운 고개 도로가 건설되어 마을의 무역이 확대되었고 마을이 성장할 수 있었다. 1902년에 에를렌바흐-츠바이지멘 철도가 건설되면서 마을에 쉽게 도달할 수 있었고 마을이 더 성장할 수 있었다. 오버란트의 일부 지역 사회와 달리 관광업은 결코 주요 산업으로 발전하지 못했다. 1990년에는 서비스 부문 일자리의 약 3분의 1이 농업에 있었고 일자리의 44%가 농업에 있었다.

## 지리

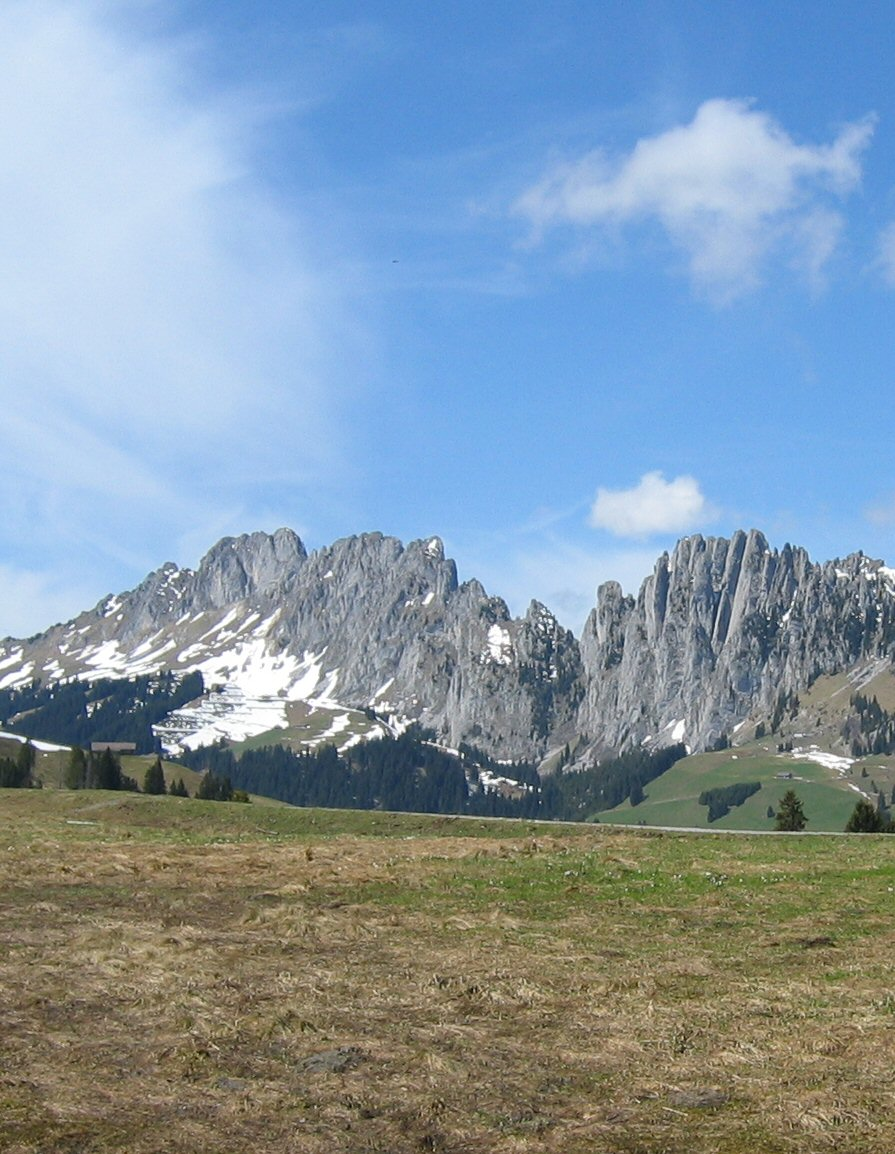
볼티겐 근처의 야운 고개

볼티겐의 면적은 77.07k㎡이다. 2012년 기준으로 총 40.82k㎡ (53.0%)가 농업용으로 사용되며, 27.22k㎡ (35.3%)가 산림이다. 나머지 시정촌은 1.85k㎡ (2.4%)가 정착(건물 또는 도로), 0.42k㎡ (0.5%)가 강 또는 호수이고 6.65k㎡ (8.6%)는 비생산적인 토지이다.
같은 해 주택과 건물이 1.0%, 교통 인프라가 1.2%를 차지했다. 총 토지 면적의 총 29.7%는 삼림이 무성하고 4.6%는 과수원 또는 작은 나무 군락으로 덮여 있다. 농경지 중 12.6%가 목초지이고 40.3%가 고산 목초지로 사용된다. 시정촌의 모든 물은 흐르는 물이다. 비생산적인 지역 중 5.8%는 비생산적인 초목이고, 2.8%는 초목이 자라기에는 너무 암석이 많은 지역이다.
볼티겐은 츠바이지멘 아래 오버지멘탈의 베른고원에 있다. 야운 고개는 커뮤니티 영역에 있다. 북쪽의 이웃 커뮤니티는 시계 방향으로 오버빌 임 지멘탈, 딤티겐, 츠바이지멘, 자넨, 야운 및 플라파이엔이다.
지자체에는 볼티겐, 아들렘스리트, 에시, 오버보이에르트(리티스바흐 및 운터베헨 포함), 라이덴바흐, 슈바르첸마트, 지메네크 및 바이센바흐의 협동 농장(보이야트)이 포함된다. 이 지역에는 지메강 주변의 계곡 바닥, 계곡의 양쪽 및 최대 고도 2,235m의 주변 산이 포함된다.
2009년 12월 31일에 시정촌의 이전 구인 오버지멘탈군이 해산되었다. 다음 날 2010년 1월 1일에 새로 생성된 오버지멘탈-자넨구에 합류했다.

### 기후
1981년과 2010년 사이에 볼티겐은 연간 평균 142.2일의 비 또는 눈이 내렸고 평균 강수량은 1,404mm였다. 가장 습한 달은 7월로 볼티겐은 평균 154mm의 비나 눈이 내렸다. 이달 동안 평균 강수량은 13.3일이었다. 강수량이 가장 많은 달은 5월로 평균 14.2일이었지만, 비나 눈은 130mm에 불과했다. 일년 중 가장 건조한 달은 4월로 12일 동안 평균 강수량이 91mm였다.

## 인구통계

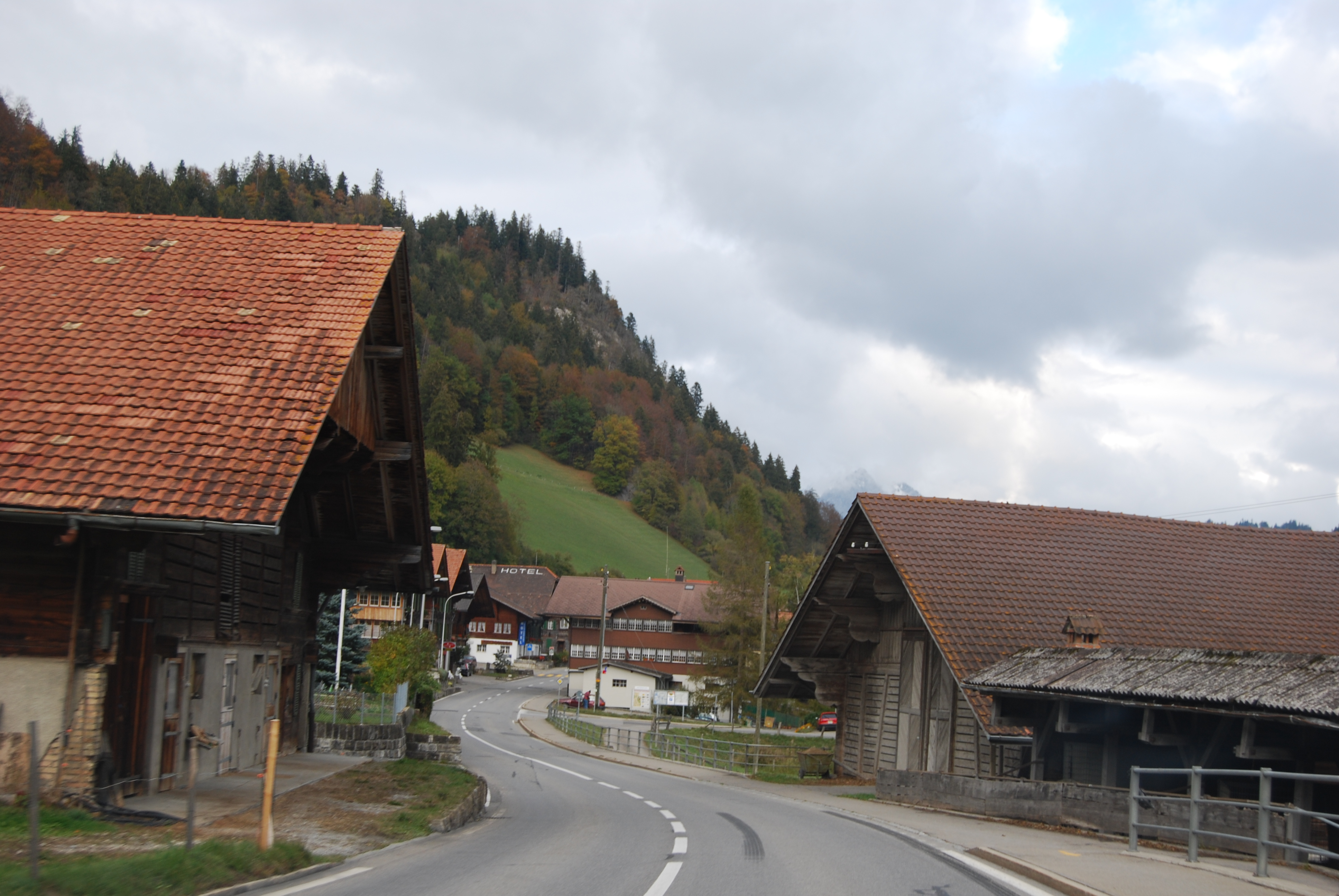
볼티겐 마을

2020년 12월 기준, 볼티겐의 인구는 1,249명이다. 2011년 기준으로 인구의 3.7%가 거주 외국인이다. 2010-2011까지 지난 1년 동안 인구는 -0.7%의 비율로 변경되었다. 이민은 -0.1%, 출생 및 사망은 -0.6%를 차지했다.
2000년 기준, 인구 대부분인 1,392명(96.9%)이 독일어를 모국어로 사용하고, 알바니아어가 18명(1.3%)으로 두 번째로 많이 사용되고, 프랑스어가 7명(0.5%)으로 세 번째로 사용된다. 이탈리아어를 하는 2명의 사람이 있다.
2008년 기준으로 인구는 남성 51.7%, 여성 48.3%이다. 인구는 682명의 스위스 남성(49.6%)과 29명(2.1%)의 비스위스계 남성으로 구성되었다. 스위스 여성은 639명(46.4%), 비스위스계 여성은 26명(1.9%)이었다. 지자체의 인구 중 870명(60.6%)이 볼티겐에서 태어나 2000년에 그곳에서 살았다. 같은 주에서 태어난 363명(25.3%)이 있었고, 스위스 다른 곳에서 태어난 104명(7.2%)이 있었다. 65명(4.5%)이 스위스 이외의 지역에서 태어났다.
2011년 기준으로 아동·청소년(0~19세)이 20%, 성인(20~64세)이 58.4%, 노인(64세 이상)이 21.6%를 차지한다.
2000년 기준으로 시정촌에서 미혼이거나, 독신인 사람은 573명이다. 기혼자는 723명, 미망인은 100명, 이혼한 사람은 40명이었다.
2010년 기준 1인 가구는 180가구, 5인 이상 가구는 49가구이다. 2000년 기준으로 상시 분양된 아파트는 총 518세대(전체의 70.0%)였으며, 성수기 분양 아파트는 163세대(22.0%), 공실은 59세대(8.0%)였다. 2010년 시정촌 공실률은 0.72%였다. 2011년에 단독 주택은 시정촌 전체 주택의 44.0%를 차지했다.
역사적 인구는 다음 차트에 나와 있다.

## 국가중요문화재
아들렘스리트 85번지의 농가, 바이센바흐 543번지의 농가 및 랑길로히 중석기 취락터는 국가적으로 중요한 스위스 문화유산으로 등재되어 있다. 볼티겐의 전체 마을과 아들렘스리트의 작은 마을은 스위스 유산 목록의 일부이다.

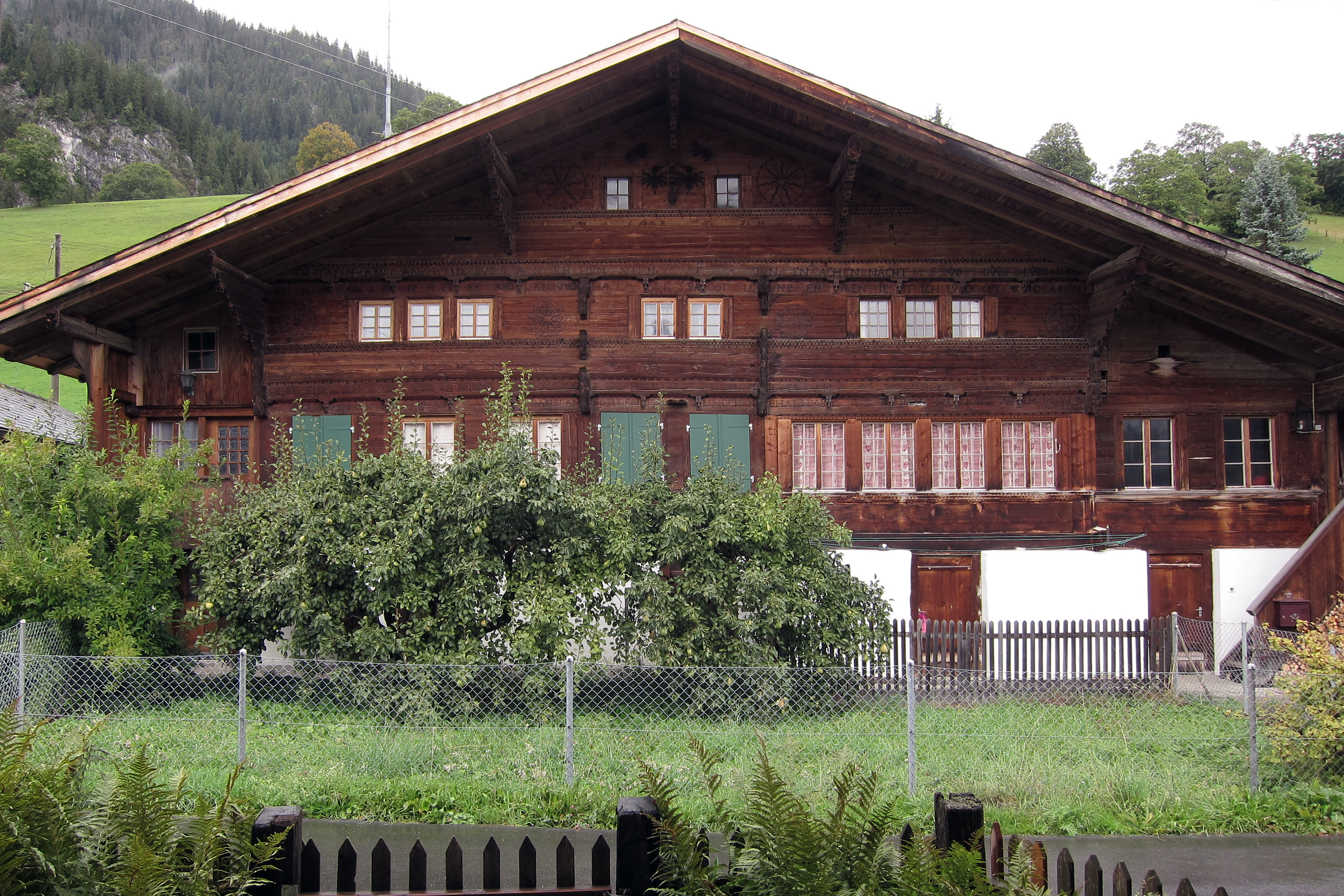
아들렘스리트 85번지의 농가 주택
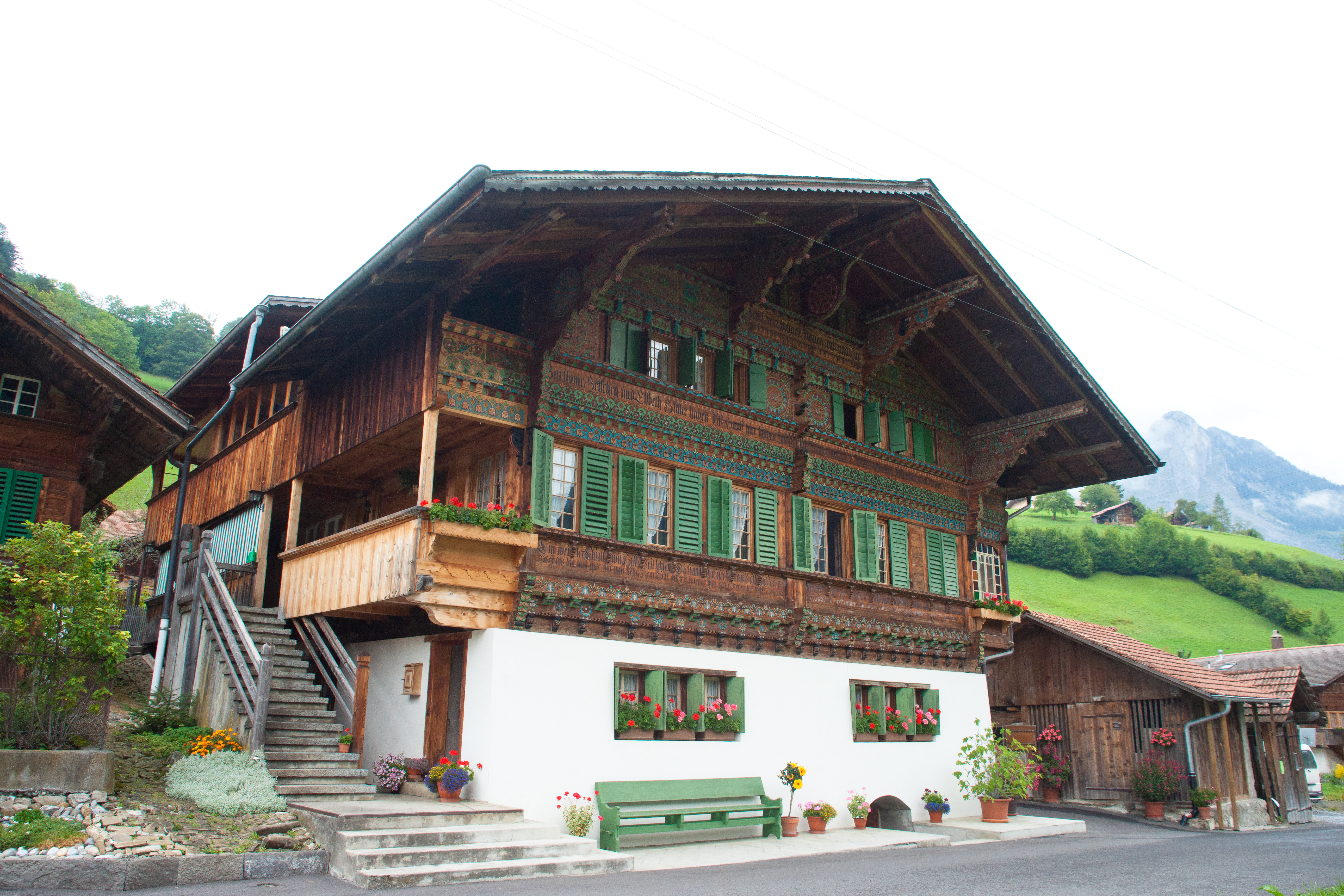
바이센바흐 543번지의 농가 주택
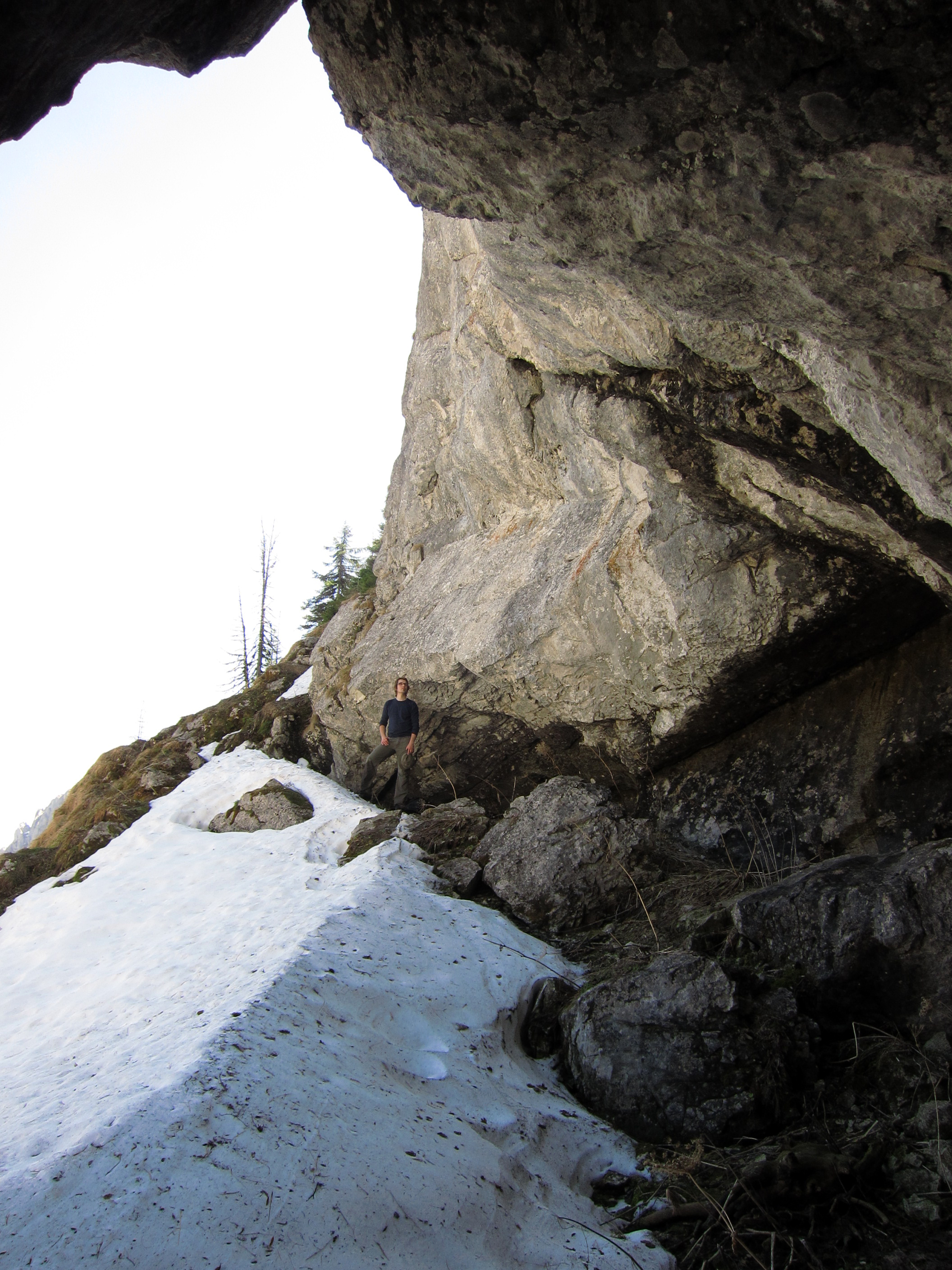
랑길로히 중석기 취락

## 정치
2011년 연방 선거에서 가장 인기 있는 정당은 58.3%의 득표율을 기록한 스위스인민당(SVP) 이었다. 다음으로 가장 인기 있는 3개 정당은 보수민주당(BDP) (16.2%), 사회민주당(SP) (8.2%), 녹색당 (4.4%)이었다. 이번 연방 총선에서는 총 542표가 나왔고, 투표율은 48.6%였다.

## 경제
2011년 현재 볼티겐의 실업률은 0.8%이다. 2008년 기준으로 시정촌에는 총 486명이 고용되어 있다. 이 중 1차 경제 부문에 282명이 고용되었고, 이 부문에 약 102개 기업이 참여했다. 67명이 2차 부문에 고용되었고, 이 부문에 16개의 기업이 있었다. 137명이 3차 부문에 고용되어 있으며, 이 부문에는 43개의 기업이 있다. 시정촌 주민이 645명으로 일정 정도 고용되었으며, 그중 여성이 전체 노동력의 38.0%를 차지하였다.
2008년에는 총 350개의 정규직에 상응하는 일자리가 있었다. 1차 부문의 일자리 수는 178개였으며, 그중 174개는 농업에, 3개는 임업 또는 목재 생산에 종사했다. 2차 부문의 일자리 수는 61개였으며, 그중 23개(37.7%)는 제조업, 37개(60.7%)는 건설에 종사했다. 3차 부문의 일자리 수는 111개였다. 3차 부문의 경우 26개(23.4%는 도소매 또는 자동차 수리, 21개(18.9%)는 물품의 이동 및 보관, 31개(27.9%)는 호텔 또는 레스토랑, 2개(1.8%)는 보험 또는 금융업이었다. 산업, 3개(2.7%)는 기술 전문가 또는 과학자, 15개(13.5%)는 교육, 3개(2.7%)는 의료 분야에 있었다.
2000년에는 시정촌으로 통근하는 근로자가 60명, 출퇴근한 근로자가 261명이었다. 지자체는 근로자의 순수출 지자체로, 들어오는 1명당 약 4.4명의 근로자가 지자체를 떠나고 있다. 볼티겐에는 총 384명의 근로자(시 전체 근로자 444명 중 86.5%)가 거주하며, 근무했다. 근로 인구의 11.5%가 대중교통을 이용하여 출퇴근하고 46.8%가 자가용을 이용하였다.
2011년에 볼티겐의 150,000 CHF를 버는 기혼 거주자의 평균 지방 및 주 세율은 12.6%인 반면 미혼 거주자의 세율은 18.5%였다. 비교를 위해 같은 해 전체 주의 평균 비율은 14.2%와 22.0%인 반면 전국 평균은 각각 12.3%와 21.1%였다.
2009년에 지자체에는 총 517명의 납세자가 있었다. 그 중 98개가 연간 75,000CHF 이상을 벌었다. 1년에 15,000에서 20,000 사이를 버는 사람이 5명 있었다. 가장 많은 수의 근로자인 133명이 연간 50,000~75,000CHF를 벌었다. 볼티겐에 있는 75,000 CHF 이상 그룹의 평균 수입은 100,235 CHF인 반면, 스위스 전체의 평균은 130,478 CHF였다.
2011년에는 전체 인구의 2.0%가 정부로부터 직접적인 재정 지원을 받았다.

## 종교

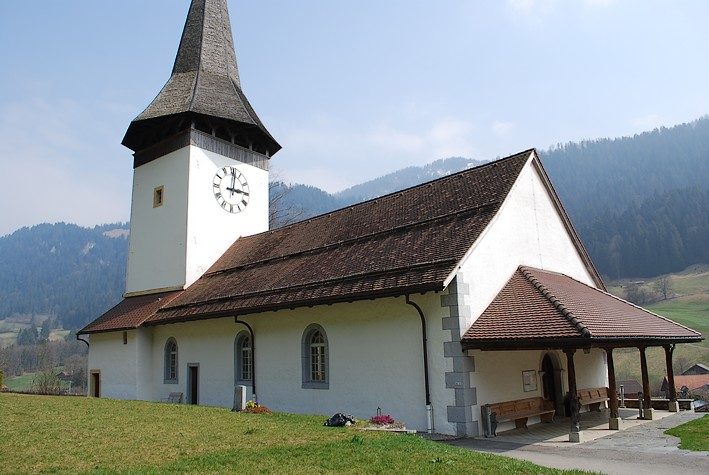
볼티겐 마을 교회

2000년 인구 조사에서 1,276 또는 88.9%가 스위스 개혁 교회에 속했고, 39명(2.7%)이 로마 카톨릭에 속했다. 나머지 인구 중 정교회 교인은 5명 (0.35%)이었고 다른 기독교 교인은 23명(1.60%)이었다. 무슬림은 33명(2.30%), 불교가 3명 있었다. 26명(1.81%)은 교회에 속하지 않았고, 불가지론자 또는 무신론자였으며, 31명(인구의 약 2.16%)은 질문에 대답하지 않았다.

## 교육

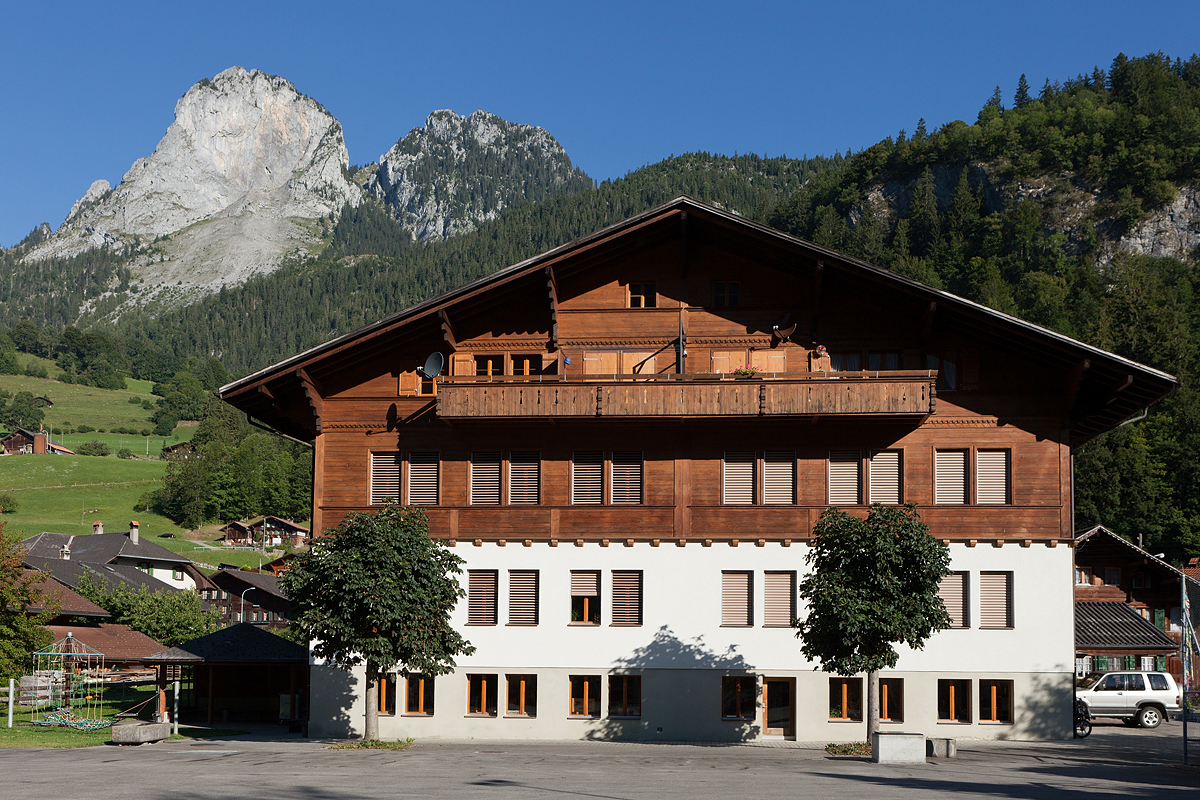
볼티겐 마을 학교

볼티겐에서는 인구의 약 48.2%가 필수가 아닌 고등 교육을 이수했으며, 7.8%가 추가 고등교육(대학 또는 응용학문대학)을 이수했다. 인구 조사에 나와 있는 어떤 형태의 고등교육을 이수한 67명 중 73.1%가 스위스 남성이고 20.9%가 스위스 여성이었다.
베른주의 학교 시스템은 1년의 의무 없는 유치원, 6년의 초등학교를 제공한다. 이후 3년 동안의 의무적 중학교 과정을 거쳐 학생들을 능력과 적성에 따라 구분한다. 중학교 이하 학생들은 추가 학교에 다니거나 견습생으로 들어갈 수 있다.
2011-12학년도 동안 볼티겐의 수업에 총 128명의 학생이 참석했다. 시정촌에는 20명의 학생이 있는 유치원이 하나 있었다. 지자체에는 4개의 초등 학급과 64명의 학생이 있었다. 초등학생 중 1.6%는 스위스의 영주권 또는 임시 거주자(시민권 아님)였으며, 1.6%는 교실 언어와 다른 모국어를 사용한다. 같은 해에 총 44명의 학생이 있는 2개의 중학교가 있었다. 스위스의 영주권자 또는 임시 거주자(시민이 아님)인 2.3%와 교실 언어와 다른 모국어를 사용하는 사람이 2.3%였다.
2000년 현재, 시정촌의 모든 학교에 다니는 학생은 총 299명이다. 이 중 231명은 지자체에 거주하여 학교에 다녔고 68명은 다른 지자체에서 왔다. 같은 해에 24명의 주민들이 시외 학교에 다녔다.

## 교통
볼티겐은 슈피츠-츠바이지멘선에 있으며, 볼티겐역과 바이센바흐역에서 기차로 운행된다.